# Bystrzyca Kłodzka
Bystrzyca Kłodzka (in tedesco Habelschwerdt, in ceco Kladská Bystřice) è un comune urbano-rurale polacco del distretto di Kłodzko, nel voivodato della Bassa Slesia.
Ricopre una superficie di 337,82 km² e nel 2006 contava 19.734 abitanti.

## Geografia

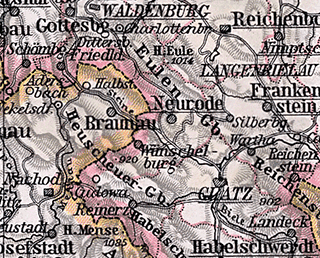
Habelschwerdt a sudest di Nowa Ruda (Neurode) come da Glatz, su una carta geografica del 1905.

La città si trova nella Bassa Slesia, Valle di Kłodzko ai piedi dei monti Bystrzyckie, sulla riva sinistra della Nysa Kłodzka presso la confluenza con il fiume Bystrzyca ad un'altezza di 330 metri s.l.m. Dista circa 20 km a sud dal capoluogo di distretto di Kłodzko.

## Storia

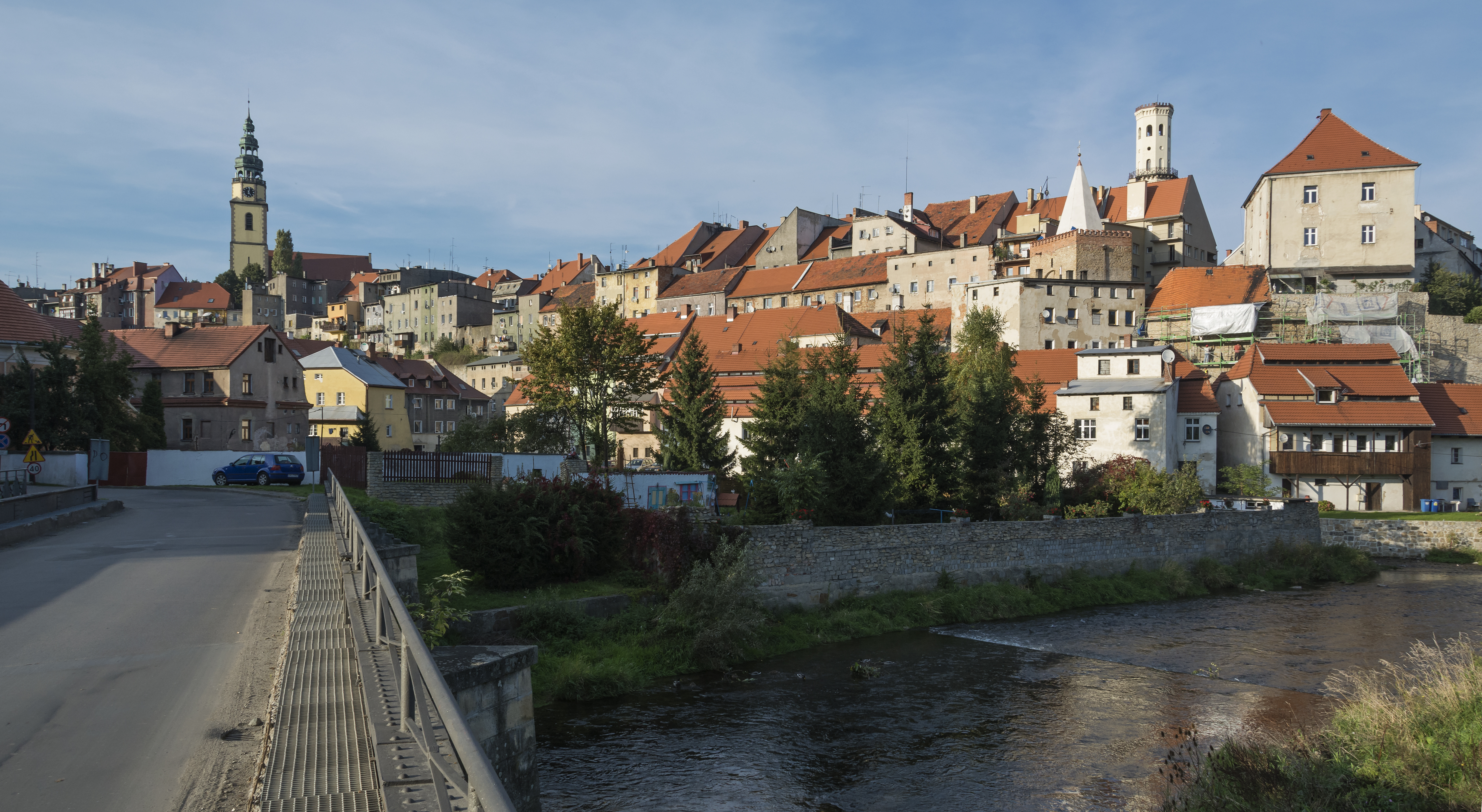
Sguardo sulla città Vecchia

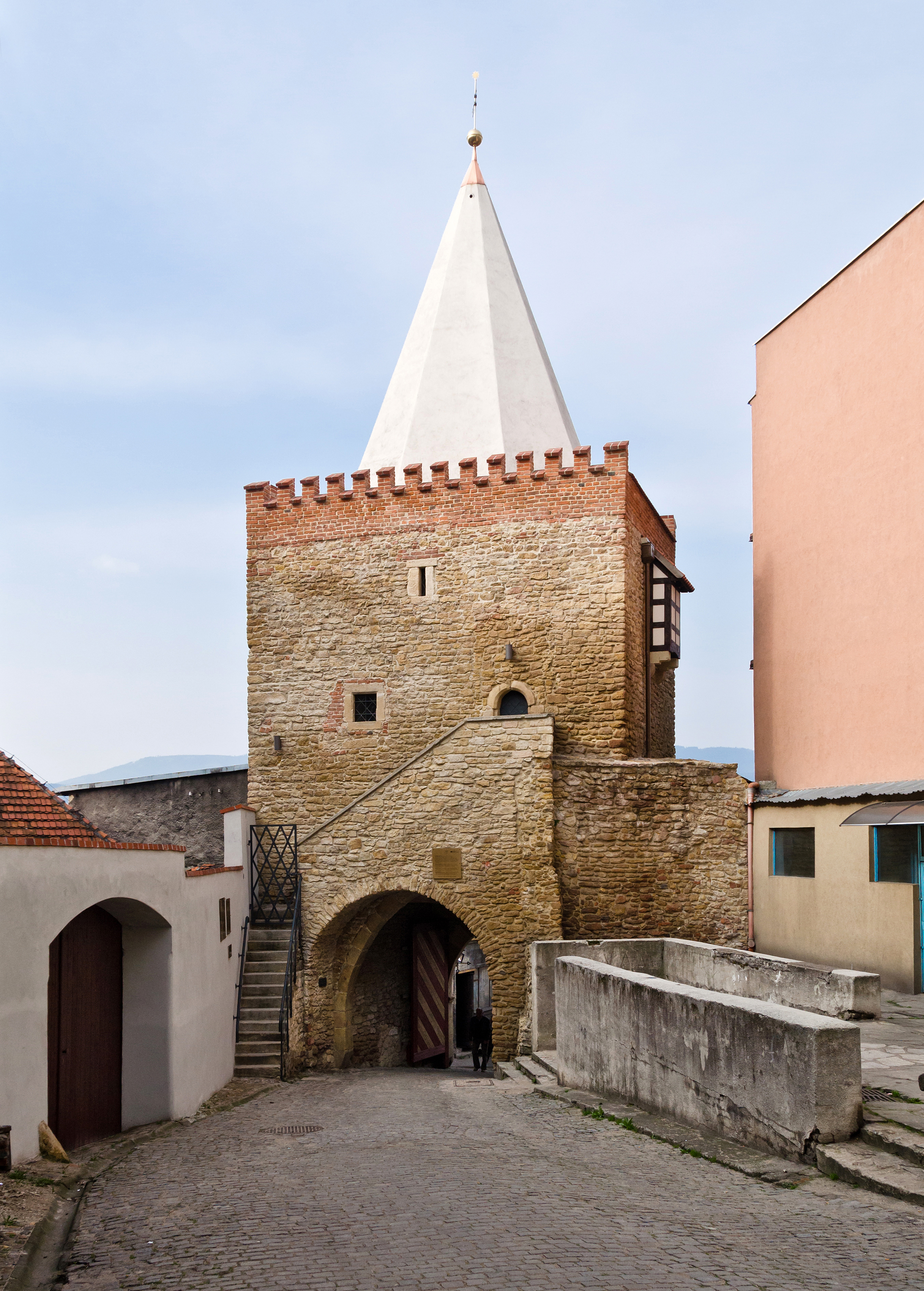
Niedertor (XIV secolo), Resti della fortificazione medievale della città

L'anno di fondazione di Habelschwerdt non è noto ma è avvenuto nel XIII secolo, poiché è accertato che il nome deriva da Gallus di Lemberg (in lingua ceca Havel z Lemberka) che apparteneva verso la metà del secolo alla Valle di Kłodzko e che con il 1995 fu associato alla santa  Zdislava. La fondazione fu opera di coloni tedeschi accanto alla località slava di Bystritz (in Lingua ceca: Bystřice). I rapporti politici ed ecclesiastici di Habelschwerdt sono proseguiti allo stesso modo con la storia dell'ex contea di Glatz, alla quale apparteneva.
Dopo che sotto il balivo Jakob Rücker erano state erette le mura cittadine, il re Giovanni I di Boemia nel 1319 concesse ad Habelschwerdt il rango di "città reale boema". Questo privilegio venne rinnovato nel 1348 dal figlio di Giovanni I, Carlo IV. Nello stesso anno questi acquisì il titolo di re di Boemia, per cui i successivi balivi furono dipendenti reali. L'allora distretto di Habelschwerdt ricomprese la parte meridionale del Glatzer Land.
Grazie alla sua posizione sull'antica strada commerciale di Breslavia per Glatz e Międzylesie verso Vienna, che conduceva obliquamente attraverso il Ring, Habelschwerdt acquisì un importante significato. Essa si sviluppò come città di commerci, soprattutto di tessitori di lino. Per il 1319 si segnala una gualchiera, per il 1397 la gilda dei tessitori.
Nel 1381 davanti alla Niedertor fu fondato l'ospedale Antonius con una chiesa, nel 1399, di fronte alla  Glatzer Tor un ospedale per lebbrosi.
Durante le guerre hussite la città fu ampiamente distrutta nel 1429 e nel 1469 taglieggiata dai combattenti slesiani contro il re Giorgio di Boemia, che parteggiavano per il re ungherese Mattia Corvino. Dopo l'incendio del 1475 la città fu ricostruita. 
Durante la Riforma protestante la popolazione si volse in gran parte verso i riformatori radicali Kaspar Schwenckfeld e gli Anabattisti (in parte verso i seguaci di Gabriel Ascherham), dopo il bando dei quali nel 1548, verso le Chiese evangelico-luterane. Dal 1563 fino al 1576 operò presso la parrocchia cittadina il predicatore luterano Caspar Elogius. Nel 1586 la città acquisì i mulini reali e la dogana imperiale, verso il 1600 ulteriori latifondi. Negli anni dal 1604 al 1617 esercitò l'attività giudiziaria del balivo e nel 1617 quella del tribunale superiore.
Nella Guerra dei trent'anni la città fu saccheggiata dagli svedesi. Nel corso della controriforma la popolazione dovette, tra il 1628 e il 1629, riconvertirsi al cattolicesimo o emigrare. Nel 1646 bruciarono grosse parti della città e nel 1703 un altro incendio distrusse quasi due terzi delle case all'interno delle mura. Nella Seconda guerra di Slesia le truppe ungheresi e i soldati panduri di Franz von der Trenck taglieggiarono la città con la minaccia di incendiarla.
Dopo la pace di Hubertusburg Habelschwerdt, nel 1743, passò, insieme alla contea di Glatz, alla Prussia.
Direttamente di fronte alla città il 14 febbraio 1745 i prussiani sotto Johann von Lehwaldt sconfissero gli austriaci del generale Franz Wenzel von Wallis nella battaglia di Habelschwerdt. 
Durante la guerra di successione bavarese il 18 gennaio 1779 un corpo d'armata austriaco al comando di Dagobert Sigmund von Wurmser sconfisse ad Habelschwerdt i prussiani facendo molti prigionieri.
Dal 1818 Habelschwerdt fu sede dell'omonimo circondario, formato dai distretti di Habelschwerdt e di Lądek-Zdrój. Dopo che nel XIX secolo le tessiture persero di importanza, si sviluppò dal 1860 l'industria del legno, che portò alla creazione di tre fabbriche di fiammiferi.
Significato acquisì anche Habelschwerdt come città scolastica. Dal 1766 al 1776 e dal 1871 al 1925 la città ospitò il Seminario cattolico per insegnanti, per il quale nel 1872 fu costruito un fabbricato in stile neorinascimentale. Un ulteriore sviluppo economico fu portato dal 1875 con il collegamento ferroviario del tratto Glatz–Habelschwerdt–Mittelwalde. 
All'inizio del XX secolo Habelschwerdt contava due chiese cattoliche e un tribunale. Nel 1930 Habelschwerdt acquisì la sovranità su Grafenort con la proprietà di un enorme bosco. 
Nel 1945 Habelschwerdt apparteneva all'omonimo circondario nel distretto governativo di Beslavia della prussiana Provincia della Slesia dello Stato unitario tedesco.
Alla fine della seconda guerra mondiale nel 1945, l'Armata Rossa occupò Habelschwerdt. L'Unione Sovietica la sottomise nel marzo 1945, come quasi tutta la Slesia, all'amministrazione della Repubblica Popolare di Polonia. Habelschwerdt ricevette il nome polacco di Bystrzyca Kłodzka. 
Gli abitanti furono espulsi e sostituiti da Polacchi che in parte erano appartenuti alla minoranza polacca caduta in mani sovietiche ad est della Linea Curzon.
Dal 1975 al 1998 Bystrzyca Kłodzka appartenne al Voivodato di Wałbrzych (Waldenburg).

### Sviluppo della popolazione fino al 1945
| Anno | Abitanti | Note                                                  |
| ---- | -------- | ----------------------------------------------------- |
| 1787 | 1674     | Senza la guarnigione                                  |
| 1803 | 2711     | [ 5 ]                                                 |
| 1810 | 2425     | [ 5 ]                                                 |
| 1816 | 1845     | Di cui 22 Evangelici e 1.823 Cattolici (nessun Ebreo) |
| 1821 | 1945     | [ 5 ]                                                 |
| 1825 | 1968     | Di cui 52 Evangelici e otto Ebrei                     |
| 1840 | 2729     | Di cui 2.525 Cattolici, 192 Evangelici e dodici Ebrei |
| 1852 | 3495     | [ 8 ]                                                 |
| 1871 | 4378     | Di cui 300 Evangelici                                 |
| 1890 | 5586     | Di cui 328 Evangelici e 23 Ebrei                      |
| 1900 | 6041     | In gran parte abitanti cattolici                      |
| 1933 | 6549     | [ 10 ]                                                |
| 1939 | 7077     | [ 10 ]                                                |

La città fu utilizzata dal regista polacco Kazimierz Kutz come località delle riprese, tra le altre per il suo film Nikt nie woła, tedesco Niemand ruft (1960).

## Da vedere

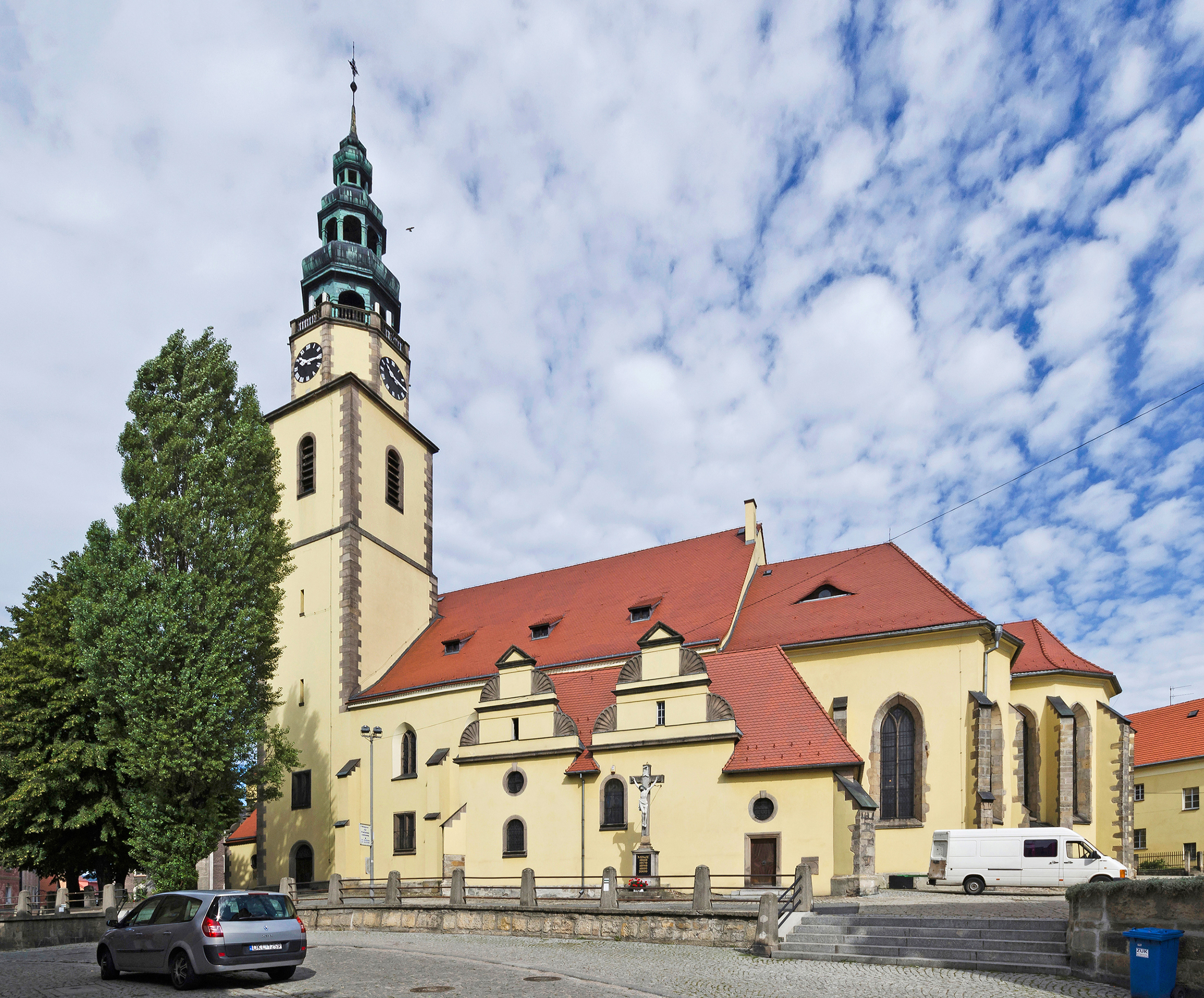
Parrocchia di San Michele

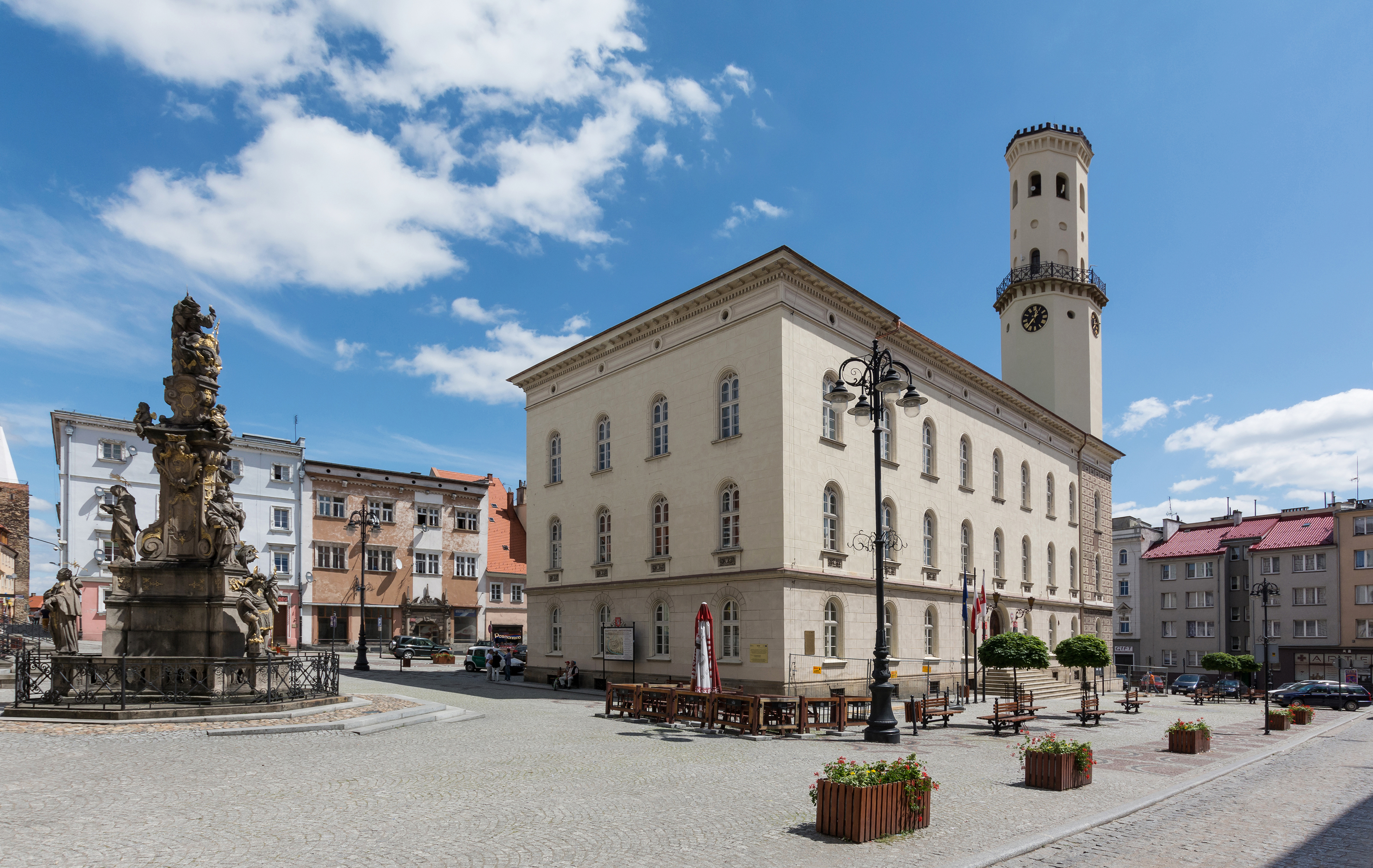
Municipio sul Ring con la colonna della Trinità

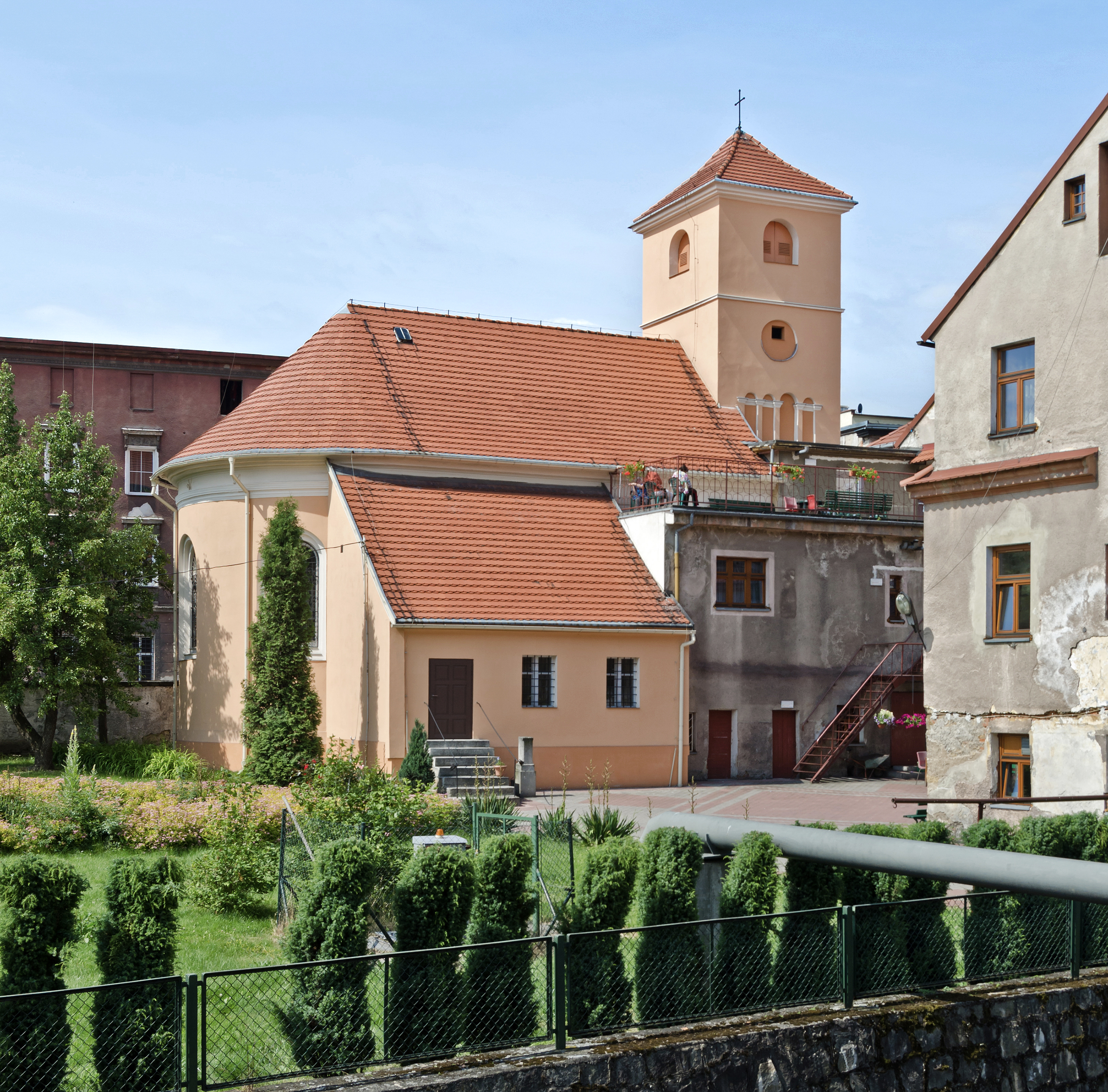
Chiesa dell'ospedale di San Giovanni di Nepomuk

- La chiesa cattolico-romana Parrocchia di San Michele (Kościół Św. Michała Archanioła) fu citata per la prima volta nel 1336, la volta del coro risale però alla seconda metà del XIII secolo. La torre campanaria era originariamente all'interno delle mura cittadine. La chiesa fu, nel corso dei secoli più volte ristrutturata e nel 1914 ampliata secondo i progetti dell'architetto berlinese Oskar Hoßfeld e arredata nello stile neogotico. La statua lignea della Madonna con Bambino risale al XV secolo. Le rappresentazioni dei santi Francesco Saverio e Giovanni Nepomuceno sono opera di Michael Klahr il Giovane.
- La barocca Colonna della Trinità sul Ring risale al 1737, opera di Anton Jörg da Kamenz. La balaustra inferiore mostra i santi Giovanni Nepomuceno, Floriano e Francesco Saverio. Sopra, i santi Michele, Anna, Gioacchino e Giuseppe, come Maria Immacolata. Nel coronamento la Santissima Trinità.
- Il Rathaus del 1451 fu più volte ricostruito, l'ultima volta negli anni 1852–1854. Esso fu la riproduzione di un palazzo rinascimentale di Firenze. Lo Sgraffito, in forma di diamante squadrato, fu ricostruito negli anni 1996–1998.
- La Staupsäule (Pranger) sul Neumarkt (Mały Rynek) risale al 1556.
- La chiesa dell'ospedale St. Johannes-Nepomuk (Kościół szpitalny św. Jana Nepomucena), che sta sotto la Torre bassa al di là del Ponte dell'Ospedale (Pl. Szpitalny) non lontano dalla confluenza della Bystrzyca Dusznicka con la Nysa Kłodzka, è una chiesa succedanea a quella dell'Arcangelo Michele.
- Le mura della città risalenti al XIV secolo dopo il 1840 furono spianate e il fossato interrato. Delle tre torri vi è la Torre bassa con il sottopassaggio a sesto acuto, oltre alla Torre Glatzer e la Torre dei Cavalieri (Ritterturm) ristrutturata nel 1843 in campanile della chiesa evangelica.

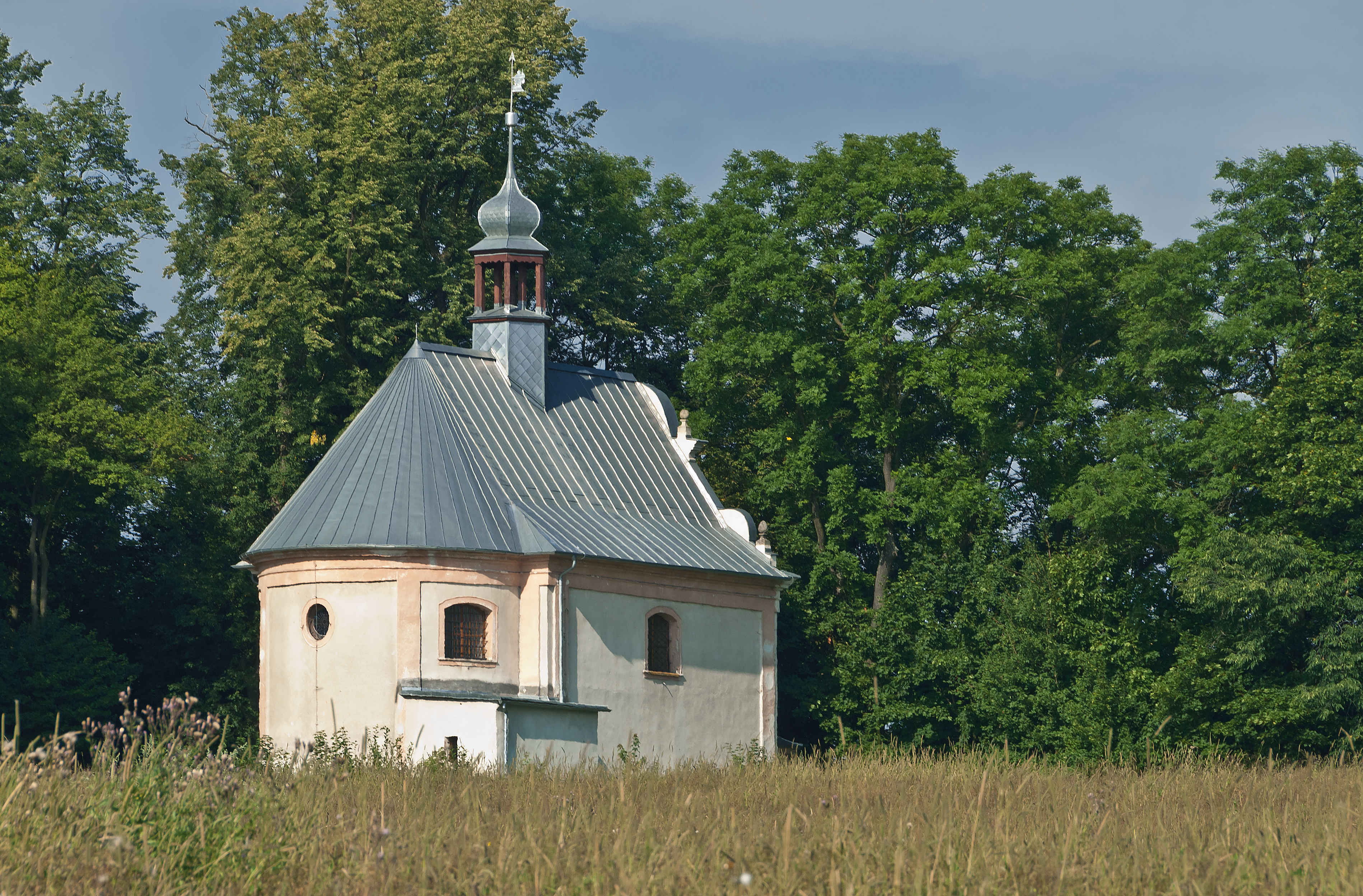
Cappella di San Floriano

- La Cappella di San Floriano (Kaplica Św. Floriana) fu eretta tra il 1725 e il 1727 in ricordo dell'incendio del 1703 sulla riva destra della Neiße sullo Hopfenberg[11] La cappella ne sostituisce una precedente in legno. Grazie a un benefattore vi si stabilì il gesuita Michael Gruber (1688–1753), nativo di Habelschwerdt, superiore della Cappella reale polacca e dell'elettorato sassone a Dresda.
Il dipinto della volta della cappella di San Floriano mostra l'incendio della città del 1703 e l'azione di spegnimento di San Floriano. L'arredamento barocco con sculture è opera di Michael Klahr il Vecchio. Il dipinto dell'altare laterale di destra è una copia della Madonna della Corona di Rose di Brno. La Madonna addolorata dell'altare laterale di destra è opera di Michael Klahr il Giovane al quale viene anche attribuita la Mariensäule (Colonna di Maria) davanti alla cappella.

## Gmina
Alla città e terra del circondario di Bystrzyca Kłodzka appartengono le seguenti località (tra parentesi i nomi in tedesco):
Długopole Dolne (Niederlangenau), Długopole-Zdrój (Bad Langenau), Gorzanów (Grafenort), Huta (Hüttenguth), Idzików (Kieslingswalde), Kamienna (Steingrund), Marcinków (Martinsberg), Lasówka (Kaiserswalde), Marianówka (Mariendorf), Mielnik (Melling), Międzygórze (Wölfelsgrund), Młoty (Hammer), Mostowice (Langenbrück), Nowa Bystrzyca (Neuweistritz), Nowa Łomnica (Neulomnitz), Nowy Waliszów (Neuwaltersdorf), Paszków (Pohldorf), Piaskowice (Friedrichsgrund), Piotrowice (Herrnpetersdorf), Pławnica (Plomnitz), Pokrzywno (Nesselgrund), Poniatów (Peucker), Ponikwa (Verlorenwasser), Poręba (Lichtenwalde), Rudawa (Stuhlseiffen), Spalona (Brand), Stara Bystrzyca (Altweistritz), Stara Łomnica (Altlomnitz), Stary Waliszów (Altwaltersdorf), Starkówek (Neubatzdorf), Szczawina (Neubrunn), Szklarka (Glasendorf), Szklary (Glasegrund), Topolice (Aspenau), Wilkanów (Wölfelsdorf), Wójtowice (Voigtsdorf), Wyszki (Hohndorf), Zabłocie (Krotenpfuhl), Zalesie (Spätenwalde).

## Amministrazione

### Città gemellate
- Alcañiz
- Amberg
- Kaźmierz
- Laissey
- Massa Martana
- Ústí nad Orlicí